# Primazia de Pedro

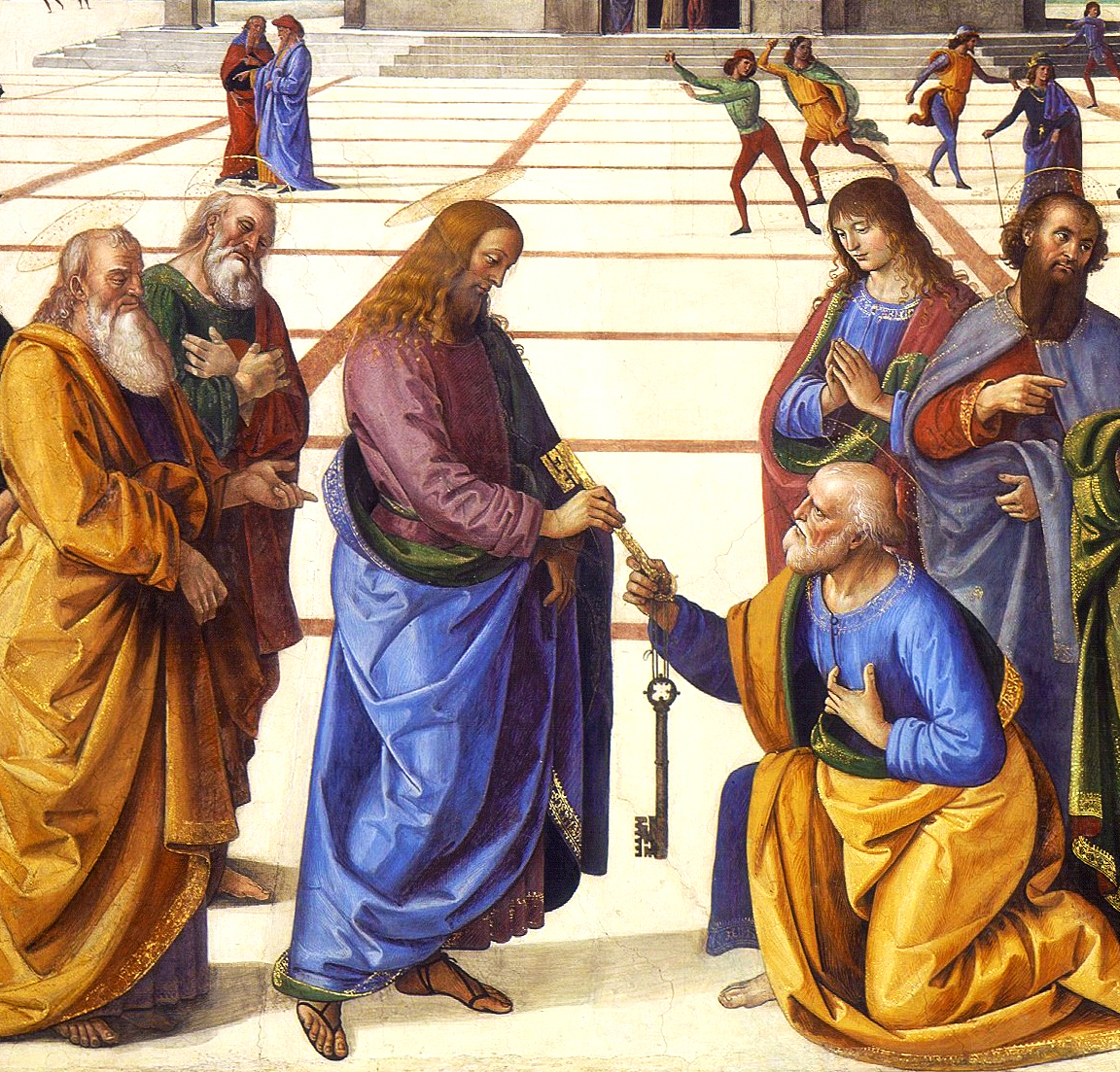
Uma representação imaginativa de Cristo dando as Chaves do Céu ao apóstolo Pedro, como está escrito em Mateus 16,18

A primazia de Pedro, também conhecida como primazia petrina (do latim: Petrus, "Pedro"), é a posição de preeminência atribuída a São Pedro entre os Doze Apóstolos.

## Primado de Pedro entre os apóstolos
O Dicionário Evangélico de Teologia ilustra o papel principal que Pedro desempenhou entre os apóstolos, falando sobre assuntos que interessam a todos, sendo chamado por Jesus por um nome que o ligava à rocha sobre a qual Jesus edificaria sua igreja, sendo encarregado de pastorear a Igreja rebanho de Cristo e tendo o papel de liderança na igreja inicial, conforme descrito nos Atos dos Apóstolos.
Há um consenso geral entre os estudiosos sobre a preeminência que o histórico Pedro manteve entre os discípulos de Jesus, tornando-o "o membro mais proeminente e influente dos Doze durante o ministério de Jesus e na Igreja primitiva".
Em uma interpretação, o destaque que o Novo Testamento e outros escritos cristãos primitivos atribuem a Pedro se deve a vê-lo como um fator unificador em contraste com outras figuras identificadas com interpretações disputadas do Cristianismo.

## Mateus 16,18
A controvérsia envolveu um texto em particular que está vinculado ao apelido aramaico כפא (Cefas), que significa "rocha", que Jesus deu ao homem anteriormente conhecido como Simão (João 1,42). Os gregos a traduziram como Πέτρος (Petros), uma nova forma, apropriadamente masculina, da palavra feminina padrão πέτρα (petra), também significando "rocha"; e os latinos a traduziram como Petrus.
Embora as razões para a discordância sobre a natureza do primado sejam complexas, dependendo de questões de doutrina, história e política, o debate é frequentemente reduzido a uma discussão sobre o significado e a tradução de Mateus 16,18: "E eu te digo: Que tu és Pedro; e sobre esta pedra edificarei minha igreja, e as portas do inferno não prevalecerão contra ela."
No texto grego, o novo nome dado é Πέτρος (Petros) e, na segunda metade do mesmo verso, a palavra traduzida como "pedra" é πέτρα (petra). Uma tradução literal, no estilo da Bília do Rei Jaime, das palavras presumivelmente usadas por Jesus seria "Tu és Rocha, e sobre esta rocha edificarei minha igreja". Para preservar um suposto trocadilho, o texto grego optou por traduzir o nome de Pedro como "Πέτρος" em vez de "Κηφᾶς" (Cefas).
Um argumento protestante comum tem sido historicamente que a tradução do Novo Testamento em hebraico para o grego é tênue na melhor das hipóteses, pois não há evidências ou indicações reais de que o Novo Testamento (em grego) tenha sido traduzido de textos hebraicos ou aramaicos; para esse argumento, ver primazia aramaica . De acordo com o argumento da transliteração protestante, na língua em que Jesus falava, a mesma palavra, כפא (cefas), era usada tanto para o nome de Pedro quanto para a rocha sobre a qual Jesus disse que edificaria sua igreja. Desde a Reforma Protestante, muitos não-católicos, em desacordo com a visão histórica da Igreja Católica, contestam se a πέτρα feminina se refere a Pedro, alegando que ela se refere à confissão de fé de Pedro ou ao próprio Jesus.

## Visão católica sobre o relacionamento com a Igreja hoje
No catolicismo, argumenta-se que o primado de Pedro é uma base para o primado do bispo de Roma sobre outros bispos em toda a Igreja. Esta extensão da primazia petrina aos papas é conhecida como a primazia do bispo de Roma, também conhecida como a primazia do pontífice romano. Essa doutrina da Igreja Católica sustenta que o papado tem autoridade delegada de Jesus para governar toda a Igreja. Existem várias visões sobre a natureza do primado e como ele foi exercido e transmitido . Essa crença faz uma distinção entre o prestígio pessoal de Pedro e a supremacia do ofício do papa que os católicos acreditam que Jesus instituiu na pessoa de Pedro. Os protestantes não acreditam que o papa detenha qualquer autoridade sobre a Igreja universal.
Alguns católicos acreditam que São Paulo via o judaísmo como o tipo ou figura do cristianismo: "Agora todas essas coisas aconteciam aos [judeus] na figura..." (1 Cor. 10,11) Na lei antiga, Deuteronômio 17. 8-12 atribui ao Sumo Sacerdote a mais alta jurisdição em assuntos religiosos. Portanto, argumenta-se, a lógica sugere que uma cabeça suprema seria necessária na Igreja Cristã, ainda que a relevância da lei bíblica no cristianismo ainda seja contestada; ver também Nova Aliança e Novo Mandamento. Além disso, é tipicamente o bispo local que é considerado o sumo sacerdote de seu rebanho, e não apenas o papa.
No Novo Testamento, que alguns chamam de Nova Lei ou "Novo Testamento Grego", Mateus 16.16-18 relata que Jesus mudou o nome de Simão para Pedro. Em outras partes das Escrituras, essa mudança de nome sempre indica alguma mudança no status (por exemplo, Abrão a Abraão, Jacó a Israel e Saulo a Paulo).
Jesus também disse a Pedro no versículo 19: "Eu te darei as chaves do reino dos céus". Especialmente para o povo hebreu, as chaves eram um símbolo de autoridade. De fato, Jesus declara no livro do Apocalipse que ele tem as "chaves da morte e do inferno", o que significa que ele tem poder sobre a morte e o inferno; Isaías 22,21-22 também apoia isso. O cardeal Gibbons, em seu livro The Faith of Our Fathers, aponta que as chaves ainda são um símbolo de autoridade na cultura atual; ele usa o exemplo de alguém que entrega as chaves de sua casa a outra pessoa e que esta representa o dono da casa em sua ausência. Ao receber as chaves, Pedro assume o cargo de primeiro ministro, conhecido pelos hebreus antigos e contemporâneos, e descrito no Antigo Testamento como aquele que tinha autoridade do rei para prender e soltar.
Outra fonte que indica a supremacia de Pedro pode ser encontrada em João 21,15-17 onde Cristo diz a Pedro três vezes para "alimentar Suas ovelhas" e "alimentar Seus cordeiros". As "ovelhas" podem ser entendidas como a porção mais forte do rebanho de Jesus (o clero), e os "cordeiros" como a porção mais fraca (os leigos). A partir disso, os católicos acreditam que Pedro foi encarregado de todo o rebanho de Cristo, ou seja, a Igreja.
Além disso, Pedro é sempre nomeado em primeiro lugar em todas as listas dos apóstolos; Judas é invariavelmente mencionado por último. Em Mateus 10,2 Pedro é descrito como o "primeiro apóstolo". É importante notar que Pedro não foi nem o primeiro apóstolo em idade nem eleição; portanto, Pedro deve ser o primeiro apóstolo no sentido de autoridade, se alguém ignora a possibilidade de ele ser o primeiro no sentido de primeiro na lista dos Doze Apóstolos. (Marcos 3,16; Mateus 4,18-19). De acordo com Atos 1-2; 10-11; 15, São Pedro foi o líder da igreja cristã primitiva em Jerusalém. Jesus também instruiu São Pedro a fortalecer seus irmãos, ou seja, os apóstolos, de acordo com Lucas 22,31-32.
Tanto os escritores latinos quanto os gregos da igreja primitiva (como São João Crisóstomo) se referiam a "pedra" como se aplica a Pedro pessoalmente e à sua fé simbolicamente, além de ver a promessa de Cristo de se aplicar de maneira mais geral a seus doze apóstolos e aos Igreja em geral.
O Concílio Vaticano I definiu a primazia do bispo de Roma sobre toda a Igreja Católica como uma instituição essencial da Igreja que nunca pode ser abandonada. Esta primazia é, portanto, crucial para a compreensão da igreja do ponto de vista católico. Ao mesmo tempo, a história da primazia papal sempre foi imperfeita e muito debatida. Isso se reflete no Catecismo da Igreja Católica:

424 Movidos pela graça do Espírito Santo e atraídos pelo Pai, acreditamos em Jesus e confessamos: "Tu és o Cristo, o Filho do Deus vivo". Sobre a rocha desta fé confessada por São Pedro, Cristo construiu a sua Igreja.
552 Simão Pedro ocupa o primeiro lugar no Colégio dos Doze; Jesus confiou-lhe uma missão única. Através de uma revelação do Pai, Pedro tinha confessado: "Tu és o Cristo, o Filho do Deus vivo". Nosso Senhor, então, declarou-lhe: "Tu és Pedro, e sobre esta pedra edificarei a minha Igreja, e as portas do Hades não prevalecerão contra ela". Cristo, a "Pedra viva", assegura assim à sua Igreja, construída sobre Pedro, a vitória sobre os poderes da morte. Por causa da fé que ele confessou, Pedro permanecerá a rocha inabalável da Igreja. A sua missão será manter esta fé de cada lapso e fortalecer os seus irmãos nela.
Com relação à interpretação católica de Mateus 16,18-19, Jaroslav Pelikan escreve:  "Como os estudiosos católicos romanos agora admitem, o antigo pai cristão Cipriano usou-o para provar a autoridade do bispo - não apenas do bispo romano, mas de todo bispo", referindo-se ao trabalho de Maurice Bevenot sobre São Cipriano.
Os católicos orientais concordam com o exposto, mas também consideram Pedro representativo de todos os bispos. Nisso, eles representam um meio termo entre a posição católica e a dos ortodoxos orientais na próxima seção.
Embora entre os Doze, Pedro seja predominante nos primeiros capítulos de Atos dos Apóstolos, Tiago "o irmão do Senhor" é mostrado como líder por si só em capítulos posteriores, na verdade ele é geralmente considerado o primeiro bispo de Jerusalém. Alguns assumem que Tiago supera Pedro porque ele fala por último no Concílio de Jerusalém e sugere a decisão final (relativa aos convertidos gentios e práticas judaicas como a circuncisão) acordada por todos, e porque Paulo o menciona antes de Pedro e João quando os chama de "pilares" da igreja" em Jerusalém. Tiago foi realmente o primeiro bispo ou patriarca de Jerusalém, segundo a tradição. No entanto, os católicos acreditam que o bispo de Jerusalém não era, por esse fato, o chefe da igreja cristã, uma vez que a liderança repousava em Pedro como "Rocha" e "Pastor Principal". Acredita-se que Pedro confiou a comunidade de Jerusalém a Tiago quando ele foi forçado a deixar Jerusalém devido à perseguição de Herodes Agripa I. (Atos 12)
No entanto, no Concílio de Jerusalém em Atos 15, Tiago usa o exegesato grego para se referir às declarações de Pedro, que se referem literalmente a "declarar" ou "emitir uma decisão". No entanto, Tiago usa a palavra grega akouoo em relação às suas afirmações, que se referem literalmente a "dar a opinião de alguém" e não denotam autoridade. O estudioso católico Michael M. Winter coloca em São Pedro e nos papas nos seguintes termos: "O discurso de Santiago é de caráter diferente [do de São Pedro]. Ele concorda com o que São Pedro havia dito, embora pareça ter sido contra suas inclinações pessoais, e depois apresenta uma sugestão prática por uma questão de harmonia".
O padre latino do quarto século, São Jerônimo, em sua epístola a Santo Agostinho de Hipona, escreveu que "mais ainda, que Pedro era o principal motor de emitir o decreto pelo qual isso foi afirmado" em relação ao Concílio de Jerusalém, e novamente, "e em sua opinião o apóstolo Tiago, e todos os anciãos juntos, deram consentimento".
Este ponto de vista também é ecoado por São João Crisóstomo, o Patriarca de Constantinopla no século IV:

E por que razão, então, ao passar pelos outros, converse ele com Pedro sobre estas coisas? (João 21,15). Ele foi o escolhido dos Apóstolos, e a boca dos discípulos, e o líder do coro. Por este motivo, Paulo também subiu no tempo para vê-lo ao invés dos outros (Gálatas 1,18). E, sem dúvida, para lhe mostrar que a partir daí ele deve ter confiança, já que a negação foi eliminada, Ele coloca em suas mãos a presidência sobre os irmãos. E Ele não apresenta a negação, nem o censura com o que tinha passado, mas diz: "Se me amas, preside aos irmãos". ...E à terceira vez dá-lhe a mesma injunção, mostrando o preço que fixa a presidência sobre as suas próprias ovelhas. E se alguém dissesse: "Então como é que Tiago recebeu o trono de Jerusalém", eu responderia que Ele nomeou este homem (Pedro) professor, não daquele trono, mas de todo o mundo.
Para os católicos, o fato de o novo nome de Simão ser Pedro é de fato muito significativo. No Antigo Testamento, Deus é freqüentemente chamado de rocha ou pedra. Jesus se refere a si mesmo como a pedra angular. O livro de Daniel contém uma profecia de que uma rocha ou pedra da montanha de Deus (céu) descerá à terra e destruirá os reis pagãos. A rocha então crescerá até cobrir toda a terra. Os protestantes consideram essa profecia aludida ao fim dos tempos, mas os católicos consideram que a profecia se refere especificamente a Jesus como a Rocha do Céu. Além disso, os católicos veem o fato de que a rocha não sai, mas permanece até cobrir toda a terra, para significar que a Igreja, construída sobre a rocha de Pedro, é o corpo de Cristo, a rocha do céu, e que a rocha acabará cobrir toda a Terra e é por isso que o termo católico (universal ou mundial) é a designação mais comum para a Igreja Católica.

### Indivíduos e documentos que apoiam a primazia romana

#### Irineu
Irineu foi chamado a testemunha mais importante do cristianismo do século II. Ensinado por Policarpo, que havia sido instruído por João apóstolo, Irineu tornou-se bispo de Lyon em 178. Em Contra as heresias, Irineu escreveu: "Embora existam muitos dialetos no mundo, a força da tradição é a mesma. Pois a mesma fé é mantida e transmitida pelas igrejas estabelecidas nos estados alemães, as espanhóis, entre as tribos celtas, no leste, na Líbia e nas partes centrais do mundo". No livro 3, Irineu continua sua defesa da unidade da igreja ao redor do bispo, escrevendo: "Ao apontar a tradição apostólica e a fé anunciadas à humanidade, que foram trazidas até o nosso tempo por sucessões de bispos, no máximo, igreja mais antiga e bem conhecida, fundada e estabelecida pelos dois apóstolos mais gloriosos, Pedro e Paulo, em Roma, podemos confundir todos os que de qualquer outra maneira... colhem mais do que deveriam".
Irineu afirmou a Doutrina da Sucessão Apostólica para combater as reivindicações dos hereges, especialmente os gnósticos que estavam atacando a teologia e a autoridade da Igreja dominante. Ele afirmou que se pode encontrar um verdadeiro ensinamento em várias importantes visões episcopais, não apenas em Roma. A doutrina que ele afirmou, portanto, tem duas partes: linhagem dos apóstolos e ensino correto. Ainda hoje, um bispo pode estar na linha de sucessão, mas é cismático e herético, como é o caso de muitos episcopi vagantes que afirmam ter ou podem ter ordens católicas, mas não têm seguidores e se desviaram da fé ortodoxa católica, conforme definido pelo maior denominações como ortodoxos, anglicanos, católicos e luteranos.

#### Inácio de Antioquia
Inácio, bispo de Antioquia, era conhecido por sua insistência na autoridade do bispo. Em seus escritos para a igreja em Esmirna, em 115 d.C, ele encorajou os esmirnenses a "evitar divisões, como o começo do mal. Siga todos vocês, o bispo, como Jesus Cristo seguiu o pai; e siga o presbitério como apóstolos. Que ninguém faça nada que pertença à Igreja além do bispo. Onde quer que o bispo apareça, deixe o povo estar, assim como onde quer que esteja Jesus Cristo, há a Igreja Católica."

#### Tertuliano
Nascido em Cartago por volta de 155 d.C, Tertuliano tornou-se sacerdote por volta dos quarenta anos e trabalhou incansavelmente para defender a fé. Em seu Scorpiace de 208 d.C, Tertuliano escreveu: "Nenhum atraso ou inquérito encontrará cristãos no limiar. (…) Embora você pense que o céu ainda está quieto, lembre-se de que o Senhor deixou as chaves dele para Pedro aqui, e através dele para a Igreja, que chaves todos levarão com ele, se ele tiver sido interrogado e confessado [fé]". Scorpiace é a primeira referência histórica conhecida às chaves pertencentes a qualquer pessoa que não seja Pedro. Nele, ele via as chaves pertencentes a "todos" se "confessassem", e não de acordo com a interpretação moderna relativa apenas aos bispos de Roma. Tertuliano mais tarde retraiu até essa associação em De Pudecitia, listando várias razões pelas quais as Chaves de Pedro pertenciam apenas a Pedro. Mais tarde, as igrejas o declararam apóstata, juntamente com os seguidores de Montano, por insistirem que a autoridade deve estar associada ao poder demonstrável.

#### Cipriano
Cipriano foi feito bispo de Cartago em 248, mas morreu apenas dez anos depois. Ao longo de seus escritos, Cipriano afirma que "a rocha" é Pedro, e a Igreja repousa sobre ele. Ele também afirma que, como a Igreja está assentada sobre os bispos, eles também têm autoridade. Ele escreve: "Eles, que partiram da Igreja, não permitem que a Igreja se lembre e traga de volta os caducados. Há um Deus, e um Cristo, e uma Igreja, e uma cadeira fundada pela voz do Senhor sobre a rocha. Não é possível montar outro altar, nem criar um novo sacerdócio, além do altar e do sacerdócio. Quem se reúne em outro lugar se espalha." Em 251, ele seu Catholicae Ecclesiae Unitate, Cipriano pergunta: "Quem deserta a cadeira de Pedro, sobre quem a Igreja foi fundada, confia em si mesmo que está na Igreja?"

#### João Crisóstomo
João Crisóstomo nasceu em Antioquia por volta de 347 e lutaria pela reforma da Igreja até seu exílio em 404. Suas homilias enfatizam sua crença no primado. Ele chamou Pedro de "o líder do coro, a boca de todos os apóstolos, a cabeça daquela tribo, o governante de todo o mundo, o fundamento da Igreja, o ardente amante de Cristo". Seus escritos também enfatizam a mortalidade de Pedro, ligando-o mais de perto ao povo da Igreja.

#### Agostinho de Hipona
Santo Agostinho nasceu em Numídia em 354 e foi batizado em Milão em 387. Ele também foi bispo de Hipona desde 397 até sua morte em 430. Agostinho ensinou que Pedro foi o primeiro entre os apóstolos e, portanto, representa a Igreja. Seu Sermo declara: "Pedro em muitos lugares das Escrituras parece representar a Igreja, especialmente no lugar em que foi dito 'Eu te dou as chaves... serão soltas no céu'. O quê? Pedro recebeu essas chaves e Paulo não? Pedro recebeu e João e Tiago não receberam, e o resto dos apóstolos? Mas como em uma figura Pedro representou a Igreja, o que foi dado a ele individualmente foi dado à Igreja." Em 395, Contra Epistolam Manichaei, ele declara: "Há muitas outras coisas que, com razão, me mantêm no seio da Igreja Católica. (…) A sucessão dos sacerdotes me mantém, da própria sede do apóstolo Pedro (a quem o Senhor, depois de sua ressurreição, encarregou de alimentar suas ovelhas), até o presente episcopado."

#### Papa Inocente I
Inocêncio I, ocupou o cargo papal de 402 a 417. As teorias modernas da primazia papal se desenvolveram em torno de Inocêncio e seus escritos. Em uma carta de 416 a Decêncio, bispo de Eugubium, Innocêncio escreve: "Quem não sabe ou observa que [a ordem da igreja] foi entregue por Pedro, o chefe dos apóstolos da igreja romana, e é mantido até agora, e deve ser mantido por todos e que nada deve ser imposto ou introduzido que não tenha autoridade ou pareça derivar seus precedentes em outro lugar?" Foi também durante esse período que os bispos começaram a reconhecer a primazia de Inocêncio como papa sobre outros bispos no Ocidente. Isso fica evidente, entre outros, em uma carta do Concílio de Mileve a Inocêncio em 416, que alude à autoridade de "sua santidade" extraída da autoridade das Escrituras. A doutrina do primado estava começando a tomar forma com o papado de Inocêncio.

#### Papa Leão I
Com base em seu conhecimento dos textos petrinos do Evangelho e em seus escritos, é fácil ver que Leão I se identificou com a autoridade conferida a Pedro como bispo de Roma. O próprio Leão foi consagrado bispo de Roma em 440. Ele escreve que "o direito deste poder realmente passou a outros apóstolos, e a ordem deste decreto foi transmitida a todos os chefes da Igreja; mas não foi em vão o que foi transmitido a todos os que foram confiados a apenas um. Portanto, isso é recomendado a Pedro separadamente, porque todos os governantes da Igreja estão investidos na figura de Pedro... Então, em Pedro, a força de todos é fortalecida, e a ajuda da graça divina é ordenada de modo que a estabilidade que por meio de Cristo é dada a Pedro, por meio de Pedro seja transmitida aos apóstolos." O Concílio de Calcedônia mais tarde se referiria a Leão como "aquele que havia sido acusado pela custódia da videira pelo salvador".

#### Papa Gregório VII
A Reforma Gregoriana foi mais uma série de movimentos, muitos dos quais envolveram a reforma da Igreja Católica, liderada por Gregório VII, anteriormente o arquidiácono Hildebrand. Gregório tornou-se papa em 1073 com o objetivo de reformar não o corpo da igreja, mas uma purificação do clero em geral. Gregório é talvez mais reconhecido com a disputa entre ele e o rei Henrique IV do Sacro Império Romano-Germânico, conhecido como a "Questão das Investiduras". Dictus Pape, de Gregório, descreve suas políticas e ideais, bem como os da Igreja Católica. Neste trabalho, Gregório afirma que o papa tem poder para depor e restaurar os bispos, e também reduz efetivamente a autoridade de outros bispos. Essa doutrina apoiou a ideia de que Roma e a igreja aqui também proporcionavam primazia sobre todas as outras igrejas. O papado de Gregório também reforçou o poder da Igreja sobre o do Estado. Os gregorianos defendiam o ideal de uma separação de poderes, alegando "Que os reis tenham o que pertence aos reis, e os sacerdotes tenham o que pertence aos sacerdotes". O primado petrino estava agora mais afirmado do que nunca.

### Desafios

#### Concílios
Muitos desafios enfrentaram os papas reivindicando primazia ao longo da história do catolicismo. O Edito de Milão, o I Concílio de Niceia e o I Concílio de Constantinopla trataram da questão do primado, na medida em que alteraram o poder dos papas sobre os outros bispos. O 3º cânone do I Concílio de Constantinopla de 381 declara Constantinopla a nova Roma, concede ao Bispo de Roma a sede de honra e concede ao bispo de Constantinopla o segundo lugar em honra. O Concílio de Éfeso, em 431, oferece um debate sobre se os resultados determinam que o Papa está à frente da Igreja, ou melhor, está sob a autoridade de um concílio de bispos (Giles, 238-256). Embora o destaque do Concílio de Calcedônia em 451 tenha sido a confissão da Pessoa de Cristo, o Concílio também resultou em limitações aos poderes dos bispos. Muitas cartas do Concílio identificam sua posição como concordando com o primado papal. Os presentes empregam títulos como "o mais santo e amado de Deus" e "arcebispo e patriarca ecumênico da grande Roma" para se dirigir ao papa Leão. Assim, como nem todos podem ficar satisfeitos com os resultados, o Concílio de Calcedônia resultou em um cisma com as Igrejas Ortodoxas Orientais.

#### Cisma
Internamente, as pessoas questionavam quem era o papa por direito, enquanto outros se perguntavam qual seria o papel do papa fora de Roma. A crise mais conhecida do papado, bem como seu maior desafio à autoridade, ocorreu com o "cisma ocidental" no final da Idade Média, de 1378 a 1417. Sete papas governaram de Avignon na França no início do século XIV, até Gregório XI arriscar voltar à Itália turbulenta e à sede romana. Após o fim do papado de Avignon em 1377, Urbano VI, um italiano, assumiu o comando de um colégio predominantemente francês de cardeais. Os cardeais questionaram a eleição e elegeram o antipapa Clemente VII. Portugal, Dinamarca, Inglaterra, Flandres, o Sacro Império, Hungria, Norte da Itália, Irlanda, Noruega, Polônia e Suécia permaneceram leais à Urbano, enquanto França, Aragão, Castela, Leão, Chipre, Borgonha, Condado de Saboia, Nápoles e Escócia seguiram Clemente VII (1378 - 1394) e seu sucessor, o antipapa Bento XIII (1394 - 1417), que residiria em Avignon.

## Visão Ortodoxa Oriental sobre o relacionamento com a Igreja hoje

### Muitos têm oprimadode Pedro
A Igreja Ortodoxa considera o apóstolo Pedro, juntamente com o apóstolo Paulo, como "apóstolos preeminentes". Outro título usado por Pedro é Coryphaeus, que pode ser traduzido como "diretor de coral" ou vocalista.
Os estudiosos ortodoxos seguem São João Crisóstomo e a tradição bizantina ao ver Pedro como o ícone do episcopado com seu título de protos (primeiro), implicando um certo nível de autoridade sobre os outros apóstolos. Nesta visão tradicional ortodoxa e patrística, a Igreja é a assembleia eucarística local ("a diocese" na terminologia atual) e a que detém a "Cátedra de Pedro" (expressão de São Cipriano) é o bispo. Como resultado, a primazia de Pedro é relevante para a relação entre o bispo e os presbíteros, não entre o bispo de Roma e os outros bispos que ocupam igualmente a cadeira de Pedro.
Como John Meyendorff explicou:
Uma tradição patrística muito clara vê a sucessão de Pedro no ministério episcopal. A doutrina de São Cipriano de Cartago sobre a "Sé de Pedro" estando presente em todas as Igrejas locais, e não apenas em Roma, é bem conhecida. Encontra-se também no Oriente, entre pessoas que certamente nunca leram a "De unitate ecclesia" de Cipriano, mas que partilham a sua ideia principal, testemunhando-a, assim, como parte da tradição católica da Igreja. São Gregório de Nissa, por exemplo, afirma que Cristo "por meio de Pedro deu aos bispos as chaves das honras celestes", e o autor da "Areopagítica", ao falar das "hierarquias" da Igreja, remete imediatamente para a imagem de São Pedro. Uma análise cuidadosa da literatura eclesiástica tanto oriental como ocidental do primeiro milênio, incluindo documentos como a vida do santo, mostraria certamente que esta tradição era persistente; e de fato, pertence à essência da eclesiologia cristã considerar qualquer bispo local como sendo o mestre do seu rebanho e, portanto, cumprir sacramentalmente, através da sucessão apostólica, o ofício do primeiro verdadeiro crente, Pedro. ...Existe, porém, outra sucessão, igualmente reconhecida pelos teólogos bizantinos, mas apenas no plano da analogia existente entre o Colégio Apostólico e o Colégio Episcopal, sendo esta segunda sucessão determinada pela necessidade de ordem eclesiástica. Os seus limites são determinados pelos Concílios, e - na prática bizantina - pelos "muito piedosos imperadores". - A Primazia de Pedro, p. 89.
A noção de que muitos Sés eram "de Pedro" também já foi realizada no Ocidente. Ouvimos do Papa Gregório Magno:
Vossa Santíssima Santidade falou-me muito na carta que me dirigiu sobre a cátedra de São Pedro, Príncipe dos Apóstolos, dizendo que ele próprio agora se senta sobre ela nas pessoas dos seus sucessores. ...Por isso, embora haja muitos apóstolos, no entanto, no que diz respeito ao próprio principado, só a Sé do Príncipe dos Apóstolos se tornou forte em autoridade, que em três lugares é a Sé de um. ...Ele mesmo estabeleceu (sic) a Sé na qual, embora fosse para deixá-la, ele se sentou por sete anos. Desde então é a Sé de um, e uma Sé, à qual presidem agora, por autoridade divina, três bispos, seja qual for o bem que ouço de vós, isto atribuo a mim mesmo.
Consequentemente, os ortodoxos orientais e igrejas orientais não reconhecem o bispo de Roma como o sucessor único de São Pedro e o consideram em estado de cisma e heresia. No entanto, o Patriarca Ecumênico de Constantinopla envia uma delegação todos os anos a Roma para participar da celebração da festa dos Santos Pedro e Paulo.
Os ortodoxos também consideram que São Lino, não Pedro, foi realmente o primeiro bispo de Roma
Da igreja de Roma, Linus, filho de Cláudia, foi o primeiro, ordenado por Paulo; e Clemens (Clemente), após a morte de Linus, a segunda, ordenada por mim Pedro.

### Chavesepedranão exclusivas de Pedro
Os teólogos ortodoxos orientais concordam que em Mateus 16,18, "pedro" é uma provável referência a Pedro pessoalmente, já que o próprio nome "Pedro" significa "pedra". No entanto, Mateus 18,18 implica que os outros apóstolos receberam os mesmos poderes. Embora a palavra chave esteja explicitamente ausente deste versículo posterior, vários Pais da Igreja reconheceram que o significado de chave está implicitamente presente; que o resto da igreja tem as chaves:
Tertuliano
O que, agora, (tem isso a ver) com a Igreja e sua (igreja), de fato, Psíquica? Pois, de acordo com a pessoa de Pedro, é para os homens espirituais que esse poder pertencerá correspondentemente, seja a um apóstolo ou a um profeta.
Hilário de Poitiers
Essa fé é que é o fundamento da Igreja; através desta fé os portões do inferno não podem prevalecer contra ela. Esta é a fé que tem as chaves do reino dos céus. Tudo o que essa fé tiver perdido ou atado na terra será desatado ou atado no céu. Essa fé é o dom do Pai por revelação; mesmo o conhecimento de que não devemos imaginar um falso Cristo, uma criatura feita do nada, mas devemos confessá-Lo, o Filho de Deus, verdadeiramente possuidor da natureza divina.
João Crisóstomo
Pois (João), o Filho do trovão, o amado de Cristo, a coluna das igrejas em todo o mundo, que possui as chaves do céu, que bebeu o cálice de Cristo e foi batizado com a Seu batismo, que se deita no seio de seu Mestre, com muita confiança, este homem agora se apresenta a nós agora.
Agostinho
Ele deu, portanto, as chaves para a Sua Igreja, para que tudo o que ela ligasse na terra fosse ligado no céu, e tudo o que ela soltasse na terra fosse solto no céu; isto é, que quem na Igreja não acreditasse que os seus pecados fossem perdoados, não lhe fossem perdoados; mas que quem acreditasse e se arrependesse, e se convertesse dos seus pecados, fosse salvo pela mesma fé e arrependimento no chão do qual é recebido no seio da Igreja. Pois aquele que não crê que seus pecados podem ser perdoados, cai em desespero, e se torna pior como se não lhe restasse maior bem do que ser mau, quando deixou de ter fé nos resultados de seu próprio arrependimento.
...Pedro, o primeiro dos apóstolos, recebeu as chaves do reino dos céus para a ligação e perda dos pecados; e para a mesma congregação de santos, em referência ao repouso perfeito no seio daquela misteriosa vida futura, o evangelista João reclinou-se sobre o peito de Cristo. Porque não é só a primeira, mas toda a Igreja, que liga e afrouxa os pecados; nem a segunda bebeu só na fonte do peito do Senhor, para emitir novamente na pregação, da Palavra no princípio, de Deus com Deus, e aquelas outras verdades sublimes a respeito da divindade de Cristo, e da Trindade e Unidade de toda a Divindade.
...as chaves que foram dadas à Igreja,
Como uma igreja? Porque, ela foi informada: ""A ti darei as chaves do reino dos céus, e tudo o que perderes na terra será solto no céu, e tudo o que ligares na terra será ligado no céu". Homilia X.10
Além disso, os teólogos ortodoxos orientais seguem Padres como São João Crisóstomo, esclarecendo que "rocha" se refere simultaneamente a Pedro (instrumentalmente), bem como à confissão de fé de Pedro, que é o que tem um significado último no estabelecimento da Igreja.
Alguns estudiosos ortodoxos não vêem Pedro como estando acima dos outros apóstolos, argumentando que Pedro não tinha poder e autoridade sobre eles durante o ministério público de Cristo. Não havia posições de poder entre os doze, apenas "graus de intimidade" ou "graus de honra". De acordo com essa visão, Pedro tem uma primazia simbólica fraca ou primazia de honra (no sentido de uma primazia puramente honorária). Na era patrística, essa era realmente a visão ocidental de Santo Agostinho. Outros (veja acima), seguindo a visão tradicional bizantina de São João Crisóstomo, vêem Pedro como o ícone do bispo e, portanto, dotado de autoridade na Igreja (isto é, na diocese).
Tertuliano
Vinde, pois, vós, que vos entregareis a uma melhor curiosidade, se a aplicardes aos negócios da vossa salvação, atropelai as igrejas apostólicas, nas quais os próprios tronos dos apóstolos ainda são preeminentes nos seus lugares, onde são lidos os seus próprios escritos autênticos, pronunciando a voz e representando o rosto de cada um deles de forma plural. Achaia está muito perto de si, (no qual) encontra Corinto. Como não estais longe da Macedônia, tendes Filipos; (e aí também) tendes os Tessalonicenses. Como você é capaz de atravessar para a Ásia, você tem Éfeso. Como, além disso, estás perto da Itália, tens Roma, da qual vem até nas nossas mãos a própria autoridade (dos próprios apóstolos). Quão feliz é a sua igreja, sobre a qual os apóstolos derramaram toda a sua doutrina juntamente com o seu sangue! Onde Pedro suporta uma paixão como a do seu Senhor! Onde Paulo ganha a sua coroa numa morte como a de João, onde o Apóstolo João foi mergulhado, sem ferimentos, em óleo fervente, e daí remetido para o seu ilha-exílio!
Será que algo foi ocultado ao conhecimento de Pedro, que é chamado "a rocha sobre a qual a igreja deve ser construída", que também obteve "as chaves do reino dos céus", com o poder de "soltar e amarrar nos céus e na terra"? Será que alguma coisa, mais uma vez, estava escondida de João, o discípulo mais amado do Senhor, que costumava apoiar-se no Seu peito, a quem só o Senhor apontou Judas como o traidor, a quem Ele recomendou a Maria como um filho em Seu próprio lugar?
João Crisóstomo
Como um rei que envia governadores, dá poder para lançar na prisão e para se livrar dela, assim, ao enviá-los, Cristo os investe com o mesmo poder.
Papa Leão I
... embora Ele tenha delegado os cuidados das Suas ovelhas a muitos pastores, no entanto Ele próprio não abandonou a guarda do Seu amado rebanho.

### Provas da Bíblia
Outros textos bíblicos parecem sugerir que Pedro não era chefe da igreja em nenhum sentido de jure. Atos 15, 1-21 mostra os apóstolos considerando uma pergunta por meio da convocação de um concílio. Embora Pedro seja mencionado como o primeiro a falar, e todos estejam em silêncio - todos ficam em silêncio também quando Paulo fala. Além disso, se o pronunciamento de Pedro tivesse autoridade, Paulo depois seria supérfluo; dado que a "decisão" já havia sido tomada.
A igualdade de todos os apóstolos seria mostrada em Efésios 2,19-20; que todos os apóstolos juntos são o fundamento da igreja.
Gálatas 2,7 mostra que Paulo ensinou nos mesmos termos que Pedro ensinou.
O perdão dos pecados (um dos poderes das chaves) é concedido a muitos; ver João 20,23 e Mateus 18,19.

### Exemplos da história
Os historiadores ortodoxos também sustentam que a autoridade de Roma no início do império romano oriental (ou bizantino) era reconhecida apenas parcialmente por causa do caráter petrino de Roma, e que esse fator não era a questão decisiva. Além disso, a visão ortodoxa é que os privilégios de Roma não eram entendidos como um poder absoluto (isto é, a diferença entre primazia e supremacia). No Oriente, havia inúmeras "sedes apostólicas", Jerusalém sendo considerada a "mãe de todas as igrejas", e o bispo de Antioquia também poderia reivindicar o título de sucessor de Pedro, sendo que Pedro foi o primeiro bispo de Antioquia . "O cânon 28 de Calcedônia foi para [os bizantinos] um dos textos essenciais para a organização da Igreja: 'É por razões corretas que concedemos privilégios à Roma antiga, pois esta cidade era a sede do imperador e do Senado.' ... A razão pela qual a Igreja Romana recebeu uma precedência incontestável sobre todas as outras igrejas apostólicas foi que sua 'apostolicidade' petrina e paulina foi de fato adicionada à posição da cidade como capital, e somente a conjunção de ambos Bispo de Roma, o direito de ocupar o lugar de um primata no mundo cristão, com o consenso de todas as igrejas".

## Opiniões protestantes sobre o relacionamento com a Igreja hoje
Um grande debate entre católicos e protestantes se concentra em Mateus 16:16, onde Jesus diz a Pedro: "Tu és Pedro, e sobre pedra edificarei minha Igreja". Os católicos interpretam o versículo como dizendo que Jesus edificaria sua igreja em Pedro, o apóstolo: Jesus disse a Pedro (rocha) que edificaria sua igreja nesta rocha (Pedro), e que Pedro foi feito pastor do rebanho apostólico (João 21, 15-19) - daí a afirmação do primado do pontífice católico.
Uma visão protestante do versículo de Mateus concorda com a visão católica e, novamente, as divergências sobre primazia decorrem de fontes doutrinárias, e divergências como aquelas sobre a identificação de Simão Pedro com o papa. Outros protestantes afirmam o seguinte, baseado especificamente no verso em Mateus:
Jesus deu a Simão o novo nome petros. No entanto, ele se refere à "rocha" como petra. As inspiradas Escrituras do Novo Testamento foram escritas em grego, não em aramaico. O que Jesus poderia ter dito em aramaico é conjectura. Em grego, há uma distinção entre as duas palavras, sendo πέτρα uma "rocha", mas πέτρος sendo uma "pequena pedra" ou "seixo". (James G. McCarthy traduz os dois como "massa de rocha" e "rocha ou pedra destacada", respectivamente). Jesus não está se referindo a Pedro ao falar sobre "esta rocha", mas na verdade está se referindo à confissão de fé de Pedro nos versículos anteriores. Jesus, portanto, não declara a primazia de Pedro, mas declara que sua igreja será construída sobre o fundamento da revelação e confissão de fé de Jesus como o Cristo.
Muitos estudiosos protestantes, no entanto, rejeitam essa posição, como Craig L. Blomberg, que declara: "A expressão 'esta rocha' quase certamente se refere a Pedro, logo após o seu nome, assim como as palavras que se seguiram a 'Cristo' no versículo 16 se aplicam a Jesus. O jogo de palavras em grego entre o nome de Pedro (Petros) e a palavra 'rocha' (petra) só faz sentido se Pedro for a Rocha e se Jesus estiver prestes a explicar o significado dessa identificação" (Novo Comentário Americano:Mateus16,18).
Donald A. Carson III (Batista e Professor de Novo Testamento no Seminário Evangélico da Trindade) declara:
Embora seja verdade que "petros" e "petra" podem significar "pedra" e "rocha", respectivamente, em grego anterior, a distinção está em grande parte confinada à poesia. Além disso, o Aramaico subjacente é, neste caso, inquestionável; e muito provavelmente "kepha" foi usado em ambas as cláusulas ("você é "kepha" e "sobre este "kepha"), uma vez que a palavra foi usada tanto para um nome como para uma "pedra". O Peshitta (escrito em siríaco, uma língua cognata com aramaico) não faz distinção entre as palavras das duas cláusulas. O grego faz a distinção entre petros e petra simplesmente porque tenta preservar o trocadilho, e em grego o feminino petra não poderia muito bem servir como um nome masculino.
Um argumento protestante alternativo é que, quando Jesus disse "sobre esta rocha", no mencionado versículo de Mateus, ele se referiu a si mesmo, em referência a Deuteronômio 32,3-4, que afirma que "Deus ... é a rocha, sua obra é perfeito". Essa ideia também aparece em I Corintios 10,4 que diz "... que Rocha é Cristo". Em Efésios 2,20, Jesus é chamado "a principal pedra angular".

### Significado de "rocha"
No grego palavra traduzida como "Pedro" é Πέτρος (Petros) e a traduzida como "pedra" é πέτρα (petra), duas palavras que, embora não sejam idênticas, dão a impressão de uma das muitas vezes em que Jesus usou um jogo de palavras. Além disso, como Jesus presumivelmente falou com Pedro na sua terra natal, a palavra "Pedro" é a palavra "pedra". língua aramaica nativa, ele teria usado kepha nos dois casos O texto Peshitta e o texto siríaco antigo usam a palavra "kepha" para "Pedro" e "rocha" em Mateus 16,18. João 1,42 diz que Jesus chamou Simão de "Cefas", assim como Paulo em algumas cartas. Ele foi instruído por Cristo a fortalecer seus irmãos, ou seja, os apóstolos. (Lucas 22, 31-32) Pedro também teve um papel de liderança na igreja cristã primitiva em Jerusalém, de acordo com os Atos dos Apóstolos, capítulos 1–2, 10–11 e 15.
Os primeiros escritores católicos em latim e grego (como São João Crisóstomo ) consideravam a "pedra fundamental" aplicada tanto a Pedro pessoalmente quanto à sua confissão de fé (ou à fé de sua confissão) simbolicamente, além de ver a promessa de Cristo de aplicar mais geralmente aos seus doze apóstolos e à Igreja em geral. Essa interpretação de "duplo significado" está presente no atual Catecismo da Igreja Católica.
As reivindicações protestantes à interpretação católica são amplamente baseadas na diferença entre as palavras gregas traduzidas "rocha" na passagem de Mateus. No grego clássico do sótão, petros geralmente significava "pedrinha", enquanto petra significava "pedregulho" ou "penhasco". Consequentemente, considerando o nome de Pedro como "pedra", eles argumentam que a "pedra" em questão não pode ter sido Pedro, mas outra coisa, seja o próprio Jesus, ou a fé em Jesus que Pedro acabara de professar. No entanto, o Novo Testamento foi escrito em grego koiné, e não grego do sótão, e algumas autoridades dizem não existir uma diferença significativa entre os significados de petros e petra. 
No entanto, mesmo que o substantivo feminino petra seja traduzido como pedra na frase "nesta pedra edificarei minha igreja", a palavra petra (πέτρα em grego) também é usada em 1 Coríntios 10,4 na descrição de Jesus Cristo, que diz: "Todos comeram o mesmo alimento espiritual e beberam a mesma bebida espiritual; pois beberam da rocha espiritual que os acompanhava, e essa rocha era Cristo".
Embora Mateus 16 é usado como um texto de prova primária para a doutrina católica da supremacia papal, estudiosos protestantes dizem que antes da Reforma do século XVI, Mateus 16 era muito raramente usado para apoiar as reivindicações papais. A sua posição é que a maioria da Igreja primitiva e medieval interpretou a "pedra" como sendo uma referência a Cristo ou à fé de Pedro, e não ao próprio Pedro. Eles entendem a observação de Jesus como tendo sido a sua afirmação do testemunho de Pedro de que Jesus era o Filho de Deus.
Outra refutação da posição católica é que, se Pedro realmente quer dizer a Rocha que o torna o chefe dos apóstolos, isso contradiz o ensino da Bíblia em Efésios 2,20 que diz que o fundamento da igreja são os apóstolos e profetas, não apenas Pedro. Eles postulam que o significado de Mateus 16,18 é que Jesus usa um jogo de palavras com o nome de Pedro para dizer que a confissão que ele acabara de fazer é a rocha sobre a qual a igreja é construída.
Outros cristãos teologicamente conservadores, incluindo luteranos confessionais, também refutam os comentários de Karl Keating e DA Carson, que afirmam que não há distinção entre as palavras petros e petra em grego koinês. Os teólogos luteranos afirmam que os dicionários de grego Koine/NT, incluindo o léxico autoritário Bauer-Danker-Arndt-Gingrich, listam de fato as palavras e as passagens que dão significados diferentes para cada um. Os apologistas luteranos conservadores declaram:
Não há provas bíblicas ou históricas para as afirmações da Igreja Católica Romana de que Pedro foi o primeiro papa. Na verdade, não há provas de que tenha havido mesmo um papa no primeiro século. Mesmo os historiadores católicos reconhecem isto como um fato histórico. ...Nós honramos Pedro e, de fato, algumas das nossas igrejas têm o seu nome, mas ele não foi o primeiro papa, nem era católico romano. Se você ler sua primeira carta, você verá que ele não ensinou uma hierarquia romana, mas que todos os cristãos são sacerdotes reais.

### Apoio protestante parcial
O apoio parcial à posição católica vem de Oscar Cullmann. Ele discorda de Lutero e dos reformadores protestantes que sustentavam que por "pedra" Cristo não significava Pedro, mas sim ele mesmo ou a fé dos Seus seguidores. Ele acredita que o significado do Aramaico original é muito claro: que "Kepha" era a palavra aramaica para "pedra", e que era também o nome pelo qual Cristo chamou Pedro.
No entanto, Cullmann rejeita fortemente a alegação católica de que Pedro iniciou a sucessão papal. Ele escreve: "Na vida de Pedro, não há ponto de partida para uma cadeia de sucessão à liderança da igreja em geral". Embora ele acredite que o texto de Mateus seja inteiramente válido e não seja de maneira alguma espúrio, ele diz que não pode ser usado como "garantia da sucessão papal".
Cullmann conclui que, embora Pedro fosse o chefe original dos apóstolos, Pedro não foi o fundador de nenhuma sucessão visível da igreja.
Há outros estudiosos protestantes que também defendem parcialmente a posição histórica católica sobre a "pedra". Tomando uma abordagem um pouco diferente de Cullmann, eles apontam que o Evangelho de Mateus não foi escrito na forma clássica ática do grego, mas no dialeto helenístico de Koiné, no qual não há distinção de significado entre petros e petra. Além disso, mesmo no grego ático, em que o significado regular de petros era uma "pedra" pequena, há casos de seu uso para se referir a rochas maiores, como em Sófocles, Édipo em Colonus v. 1595, onde petros se refere a uma rocha usado como um marco, obviamente, algo mais do que uma pedrinha. De qualquer forma, uma distinção petros/petra é irrelevante, considerando o idioma aramaico no qual a frase poderia muito bem ter sido falada. Em grego, em qualquer período, o substantivo feminino petra não poderia ser usado como o nome dado a um homem, o que pode explicar o uso de Petros como a palavra grega com a qual traduzir aramaico Kepha.
No entanto, outros estudiosos protestantes ainda acreditam que Jesus realmente quis destacar Pedro como a própria rocha sobre a qual ele edificaria, mas que a passagem não faz nada para indicar uma sucessão contínua da posição implícita de Pedro. Eles afirmam que Mateus usa o pronome demonstrativo taute, que supostamente significa "isto mesmo" ou o mesmo, quando ele se refere à rocha sobre a qual a igreja de Jesus será construída. Ele também usa a palavra grega para "e", kai. Alega-se que quando um pronome demonstrativo é usado com kai, o pronome se refere novamente ao substantivo anterior. A segunda pedra a que Jesus se refere deve então ser a mesma pedra que a primeira; e se Pedro é a primeira pedra, ele também deve ser a segunda.
A Nova Igreja Apostólica acredita no ministério apóstolo restabelecido. Ele vê Pedro como o primeiro apóstolo-chefe da Igreja Primitiva.

### Vista luterana
Do "'[[Livro de Concórdia]]"": 
É o que diz Chrysostom: "Sobre esta rocha", não sobre Pedro. Pois Ele construiu a sua Igreja não sobre o homem, mas sobre a fé de Pedro. Mas qual era a sua fé? "Tu és o Cristo, o Filho do Deus vivo." E Hilary diz: A Pedro o Pai revelou que ele devia dizer: "Tu és o Filho do Deus vivo." Portanto, a construção da Igreja está sobre esta pedra de confissão; esta fé é o fundamento da Igreja.
Ao contrário de Oscar Cullmann, os luteranos confessionais e muitos outros apologistas protestantes concordam que não faz sentido elaborar o significado da rocha olhando a língua aramaica, é verdade que os judeus falavam principalmente aramaico em casa, mas em público geralmente falavam grego. As poucas palavras aramaicas faladas por Jesus em público eram incomuns e é por isso que são anotadas como tais. E o mais importante, o Novo Testamento foi revelado em grego koiné, não em aramaico.
Os historiadores luteranos modernos até divulgam que a igreja católica não considerava, pelo menos por unanimidade, Pedro como a rocha até a década de 1870:

A regra de Roma para explicar as Escrituras e determinar a doutrina é o Credo de Pio IV. Este Credo obriga Roma a explicar as Escrituras somente de acordo com o consentimento unânime dos Padres. No ano de 1870, quando os Padres se reuniram e o Papa declarou a sua infalibilidade, os Cardeais não estavam de acordo sobre Mateus 16,18. Eles tinham cinco interpretações diferentes. Dezessete insistiam, Pedro é a rocha. Dezesseis sustentavam que Cristo é a rocha. Oito foram enfáticos em afirmar que todo o colégio apostólico é a rocha. Quarenta e quatro diziam, a fé de Pedro é a rocha, os restantes consideravam todo o corpo de crentes como a rocha. - E ainda Roma ensinou e ainda ensina que Pedro é a rocha.
Os apologistas luteranos criticam:

Todos os argumentos que o catolicismo romano traz para fazer de Pedro o primeiro Papa são feitos apenas para manter o seu falso ensinamento que diz que as pessoas são salvas, não apenas pela salvação de Cristo, mas também pelos atos de penitência que fazem. É este ensinamento, que o Catolicismo Romano diz ter sido ensinado pelos Papas desde Pedro, que também nos dá a razão da forma como o Catolicismo Romano interpreta Mateus 16,18.

## Vista da Igreja de Jesus Cristo dos Santos dos Últimos Dias
A Igreja de Jesus Cristo dos Santos dos Últimos Dias (SUD) aceita a primazia de Pedro, embora geralmente não use o termo. A Igreja SUD ensina que Pedro foi o principal apóstolo e chefe da Igreja após a ascensão de Cristo. A Igreja SUD ensina ainda que toda autoridade do Sacerdócio de Melquisedeque na Igreja deve passar por uma linha de autoridade rastreável diretamente de Cristo por Pedro. Porém, em contraste com outros grupos, eles acreditam que a linha de sucessão foi interrompida em algum momento após a morte dos apóstolos, necessitando de uma restauração da autoridade do sacerdócio. A Igreja SUD ensina que essa restauração ocorreu com o aparecimento dos ressuscitados Pedro, Tiago e João, que ordenaram Joseph Smith e Oliver Cowdery em 1829. Todos os membros ordenados da Igreja SUD podem obter uma linha de autoridade escrita que remonta a Cristo por meio de Pedro.
Apesar da aceitação da primazia de Pedro, vários líderes da Igreja de Jesus Cristo dos Santos dos Últimos Dias. (Igreja SUD) têm ensinado que a pedra referida por Jesus em Mateus 16,18 não era Pedro nem a sua confissão, mas o dom da revelação do Espírito Santo que tornou a divindade de Cristo conhecida de Pedro. Apóstolo (Santos dos Últimos Dias). Howard W. Hunter ensinou: 
"E sobre esta rocha construirei a minha igreja." Sobre que rocha? Sobre que rocha? Sobre um homem? Não, não sobre um homem, sobre a rocha da revelação, aquilo de que eles estavam a falar. Ele tinha acabado de dizer: "... a carne e o sangue não to revelou, mas o meu Pai que está nos céus". Esta revelação de que Jesus é o Cristo é o fundamento sobre o qual Ele construiria a sua Igreja.
O fundador da Igreja Joseph Smith é citado como tendo dito: 
Jesus em Seus ensinamentos diz: "Sobre esta pedra edificarei a minha Igreja, e as portas do inferno não prevalecerão contra ela". Que rocha? Apocalipse.
É importante notar que, embora essas citações possam representar uma crença normativa da Igreja, nenhuma delas é de fontes doutrinárias canonizadas. A Igreja SUD, portanto, não tem interpretação doutrinária oficial de Mateus 16,18 a esse respeito.